# Acontias occidentalis
Espèce
Synonymes
- Acontias plumbeus occidentalis Fitzsimons, 1941
- Acontias percivali occidentalis Fitzsimons, 1941

Acontias occidentalis est une espèce de sauriens de la famille des Scincidae.

## Répartition
Cette espèce se rencontre :
- en Afrique du Sud dans la province du Limpopo ;
- au Zimbabwe ;
- en Namibie ;
- dans le sud de l'Angola.

## Description
Ce saurien apode est vivipare.

## Publication originale
- Fitzsimons, 1941 : Descriptions of some new lizards from South Africa and a frog from southern Rhodesia. Annals of the Transvaal Museum, vol. 20, no 3, p. 273-281.